# رز تروچ
رز تروچ (انگلیسی: Rose Troche؛ زادهٔ ۱۹۶۴) فیلم‌نامه‌نویس، تهیه‌کننده فیلم و کارگردان فیلم اهل ایالات متحده آمریکا است.
وی همچنین برندهٔ جوایزی همچون جایزه ادبی لامدا شده‌است.